# Brigitte Roüan
Pour les articles homonymes, voir Rouan.
Brigitte Roüan, née le 28 septembre 1946 à Toulon, est une comédienne et réalisatrice française.

## Biographie
Brigitte Roüan naît à Toulon en 1946, son père était militaire dans la Marine française. Son père meurt en 1947, par noyade, et sa mère disparaît en novembre 1954. Elle devient orpheline à l'âge de huit ans et est envoyée en Algérie chez son oncle et sa tante.
En 1960, elle est envoyée à la congrégation de Notre-Dame de Sion, rue Notre-Dame-des-Champs à Paris.
En 1966, elle étudie au lycée Camille-Sée.
Elle commence sa carrière d'actrice à l'âge de vingt-et-un ans, sur scène.
Elle joue de petits rôles au cinéma, notamment chez Alain Resnais, Jacques Rivette et Bertrand Tavernier.
En juillet 1983, naît son fils, Félix.
Elle réalise son premier court-métrage intitulé Grosse, qui remporte un César en 1986. Suit son premier long métrage, Outremer (1990), révélé et primé à la Semaine de la critique durant le festival de Cannes 1990. Elle en est l'interprète avec Nicole Garcia et Marianne Basler, tout comme elle joue le rôle principal de son second long-métrage, Post coïtum animal triste.
Carole Bouquet porte son troisième long-métrage pour le cinéma, Travaux, on sait quand ça commence... (2005), et la réalisatrice retrouve Nicole Garcia pour Tu honoreras ta mère et ta mère (2012).
Elle est membre du collectif 50/50 qui a pour but de promouvoir l'égalité des femmes et des hommes et la diversité dans le cinéma et l'audiovisuel,.

## Filmographie sélective

### Réalisatrice
- 1985 : Grosse (court-métrage)
- 1990 : Outremer
- 1996 : Post coïtum animal triste
- 2000 : Sa mère, la pute (téléfilm)
- 2003 : Travaux, on sait quand ça commence...
- 2009 : Le Débarcadère des Anges
- 2012 : Tu honoreras ta mère et ta mère

### Actrice
- 1971 : Le 16 à Kerbriant : Françoise
- 1971 : Out 1 : Spectre
- 1972 : Les Boussardel, mini-série de René Lucot
- 1974 : Gil Blas de Santillane, feuilleton télévisé de Jean-Roger Cadet
- 1974 : Le Cas Adam et Ève (téléfilm) de Serge Witta : Ève
- 1974 : Que la fête commence...
- 1975 : Kafka : La Lettre au père de Nat Lilienstein
- 1975 : Demain les mômes
- 1975 : La Messe dorée
- 1977 : L'Enlèvement du régent - Le chevalier d'Harmental de Gérard Vergez : Duchesse du Maine
- 1977 : Le bord de la mer de Michel Wyn : Rose Crème
- 1977 : Paradiso de Christian Bricout
- 1978 : Médecins de nuit - Série TV
- 1978 : Poker menteuses et Révolver matin de Christine Van de Putte
- 1979 : Cause toujours... tu m'intéresses !
- 1979 : Le Mors aux dents de Laurent Heynemann
- 1980 : C'est encore loin l'Amérique ? de Roger Coggio
- 1980 : Mon oncle d'Amérique
- 1981 : Les Uns et les Autres
- 1982 : Le Quart d'heure américain
- 1983 : Elle voulait faire du cinéma - Film TV
- 1983 : Les Uns et les autres - mini-série TV
- 1984 : Les Capricieux - Film TV
- 1986 : Les mois d'avril sont meurtriers
- 1986 : Suivez mon regard
- 1986 : Double messieurs
- 1987 : La Petite Allumeuse de Danièle Dubroux
- 1988 : Le Café des Jules de Paul Vecchiali
- 1988 : Sueurs froides - Segment Mort en copropriété - Série TV
- 1990 : Outremer
- 1991 : Bar des rails
- 1991 : Les Enfants du vent de Krzysztof Rogulski
- 1991 : Léon Morin, prêtre de Pierre Boutron
- 1992 : Olivier, Olivier
- 1992 : Chasse gardée de Jean-Claude Biette
- 1993 : L'Honneur de la tribu
- 1993 : Des héros ordinaires : Les portes du ciel de Denys Granier-Deferre
- 1994 : Le Petit Garçon
- 1995 : Corps inflammables - court métrage
- 1995 : Les Agneaux de Marcel Schüpbach
- 1995 : Les Caprices d'un fleuve
- 1996 : Qu'est-ce que tu vas faire ?, court métrage de Pierre Linhart
- 1996 : Je m'appelle Régine - Film TV
- 1996 : Post coïtum animal triste
- 1997 : Marie Baie des Anges
- 1997 : Le Silence de Rak
- 1998 : Vénus Beauté (Institut)
- 1998 : Pourquoi pas moi ?
- 1998 : À mort la mort !
- 1999 : Véga - Série TV
- 1999 : Le Boiteux : Baby blues - Film TV
- 1999 : Inséparables
- 2000 : Sa Mère la pute - Film TV
- 2000 : L'Aîné des Ferchaux - Film TV
- 2000 : De l'amour
- 2001 : Mes 17 ans - Film TV
- 2002 : Le Temps du loup
- 2003 :  La Maîtresse du corroyeur - Film TV
- 2003 : Tout le plaisir est pour moi
- 2004 : Bien agités ! - Film TV
- 2007 : Les Chansons d'amour de Christophe Honoré
- 2008 : Made in Italy de Stéphane Giusti
- 2008 : Engrenages, saison 2, (4 épisodes) ,Karine Fontaine
- 2008 : Vénus et Apollon Film TV
- 2009 : Douce France de Stéphane Giusti - Film TV
- 2011 : La Chance de ma vie de Nicolas Cuche
- 2013 : Demi-sœur de Josiane Balasko
- 2013 : 100% cachemire de Valérie Lemercier
- 2014 : Les Combattants de Thomas Cailley
- 2015 : D'une pierre deux coups de Fejria Deliba
- 2016 : Rupture pour tous d'Éric Capitaine
- 2016 : Mal de pierres de Nicole Garcia
- 2017 : Going to Brazil de Patrick Mille
- 2017 : D'après une histoire vraie de Roman Polanski
- 2017 : Ôtez-moi d'un doute de Carine Tardieu
- 2018 : La Belle et la Belle de Sophie Fillières : la mère
- 2018 : Train de vies ou les voyages d'Angélique de Paul Vecchiali
- 2018 : Guy d'Alex Lutz
- 2018 : Roulez jeunesse de Julien Guetta
- 2018 : Le Poulain de Mathieu Sapin
- 2019 : Lune de miel d'Élise Otzenberger
- 2019 : Andy de Julien Weill
- 2020 : Voir le jour de Marion Laine
- 2022 : Chœur de rockers d'Ida Techer et Luc Bricault
- 2024 : Les Barbares de Julie Delpy

### Scénariste
- 1990 : Outremer
- 1994 : L'Année Juliette
- 1996 : Post coïtum animal triste
- 2003 : Travaux, on sait quand ça commence...

## Théâtre
- 1973 : Smoking ou Les mauvais sentiments de Jean-Pierre Bisson, mise en scène de l'auteur, Festival d'automne à Paris
- 1974 : Tambours dans la nuit de Bertolt Brecht, mise en scène Robert Gironès, Théâtre Mécanique
- 1974 : Madras, la nuit où… d'Eduardo Manet, mise en scène Claude Confortès, Festival d'Avignon
- 1975 : Quatorze juillet de Serge Ganzl, mise en scène Denis Llorca, Tréteaux de France
- 1976 : La Comédie sans titre ou La Régénération d'Italo Svevo, mise en scène Robert Gironès, Théâtre du Huitième Lyon
- 1976 : Les Amoureux de Carlo Goldoni, mise en scène Caroline Huppert, Théâtre Daniel Sorano Vincennes
- 1977 : La Tragique Histoire d'Hamlet, prince de Danemark de William Shakespeare, mise en scène Benno Besson, Festival d'Avignon, Théâtre de l'Est parisien
- 1979 : Un ou deux sourires par jour d'Antoine Gallien, mise en espace Jean-Claude Fall, Théâtre Ouvert
- 1984 : Le Pain dur de Paul Claudel, mise en scène Gildas Bourdet, Théâtre de la Salamandre Tourcoing, Théâtre de la Porte-Saint-Martin
- 1985 : Le Pain dur de Paul Claudel, mise en scène Gildas Bourdet, Théâtre de la Ville
- 1986 : Six Personnages en quête d'auteur de Luigi Pirandello, mise en scène Jean-Pierre Vincent, Comédie-Française au Théâtre national de l'Odéon

## Distinctions

### Nominations
- César 1991 : Meilleur premier film pour Outremer
- European Film Awards  1997 : Meilleure actrice pour Post coïtum animal triste

### Jury de festival
En 1998, elle a été membre du jury lors du 48e Festival international du film de Berlin (Berlinale).
Elle a fait partie du Grand Jury du Festival du grain à démoudre en 2010.